# Malta Bend (Misuri)
Malta Bend es un pueblo ubicado en el condado de Saline en el estado estadounidense de Misuri. En el Censo de 2010 tenía una población de 250 habitantes y una densidad poblacional de 381,52 personas por km².

## Geografía
Malta Bend se encuentra ubicado en las coordenadas 39°11′38″N 93°21′49″O / 39.19389, -93.36361. Según la Oficina del Censo de los Estados Unidos, Malta Bend tiene una superficie total de 0.66 km², de la cual 0.66 km² corresponden a tierra firme y (0%) 0 km² es agua.

## Demografía
Según el censo de 2010, había 250 personas residiendo en Malta Bend. La densidad de población era de 381,52 hab./km². De los 250 habitantes, Malta Bend estaba compuesto por el 96.4% blancos, el 1.2% eran afroamericanos, el 0% eran amerindios, el 0% eran asiáticos, el 0% eran isleños del Pacífico, el 1.6% eran de otras razas y el 0.8% pertenecían a dos o más razas. Del total de la población el 2% eran hispanos o latinos de cualquier raza.